# Ердман II фон Промниц
Ердман II фон Промниц (на немски: Erdmann II von Promnitz-Pless; * 22 август 1683 в Зорау, Долна Лужица; † 7 септември 1745 в двореца при Зорау, Долна Лужица) е имперски граф на Промниц и Плес (1703 – 1745).
Той е син на граф Балтазар Ердман фон Промниц (1656 – 1703) и Емилия Агнес Ройс-Шлайц (1677 – 1729), дъщеря на граф Хайнрих I Ройс-Шлайц (1639 – 1692) и графиня Естер фон Хардег. Внук е на граф Ердман I Леополд фон Промниц-Плес (* 1631). Майка му се омъжва втори път на 13 февруари 1711 г. за херцог Фридрих фон Саксония-Вайсенфелс (1673 – 1715).
По-малкият му брат е бездетният Фридрих, граф фон Промниц-Халбау, фрайхер фон Плес (1684 – 1712).
Ердман II е таен съветник и кабинет-министър на служба при Август II и син му Фридрих Август II, курфюрстовете и кралете на Полша. През 1703 г. той поема наследството на баща си. Той взема Георг Филип Телеман като капелмайстор в своя двор в Зорау.
Ердман II умира на 7 септември 1745 г. на 62 години в горския дворец при Зорау, Долна Лужица.

## Фамилия
Ердман II се жени на 16 юни 1705 г. във Вайсенфелс за принцеса Анна Мария (* 17 юни 1683; † 16 март 1731), дъщеря на херцог Йохан Адолф I фон Саксония-Вайсенфелс (1649 – 1697) и първата му съпруга Йохана Магдалена фон Саксония-Алтенбург (1656 – 1686). Те имат децата:
- Христина Йохана Емилия фон Промниц-Плес (1708 – 1732), омъжена на 14 януари 1726 г. за княз Август Лудвиг фон Анхалт-Кьотен (1697 – 1755)
- Анна Фридерика фон Промниц-Плес (1711 – 1750), омъжена на 21 ноември 1732 г. за княз Август Лудвиг фон Анхалт-Кьотен (1697 – 1755) (вдовец на по-голямата ѝ сестра)
- Мария Елизабет фон Промниц (1717 – 1741), омъжена за граф Хайнрих Ернст фон Щолберг-Вернигероде (1716 – 1778)
- Йохан Ердман-Плес (1719 – 1785), граф на Промниц-Плес, женен за Каролина фон Шьонайх-Каролат (1727 – 1762)
- Агнес София фон Промниц-Зорау (1720 – 1791), омъжена на 4 ноември 1747 г. в Бертелсдорф, Хернхут за граф Хайнрих XXVIII Ройс-Еберсдорф (1726 – 1797), син на граф Хайнрих XXIX Ройс-Еберсдорф

Ердман II се жени втори път на 21 февруари 1733 г. в Шлайц за Хенриета Елеонора фон Лобенщайн (* 1 януари 1706 в Лобенщайн; † 7 април 1762 в Дрена), дъщеря на граф Хайнрих XV Ройс-Лобенщайн (1674 – 1739) и графиня Ернестина Елеонора фон Шьонбург-Хартенщайн (1677 – 1741). Те имат един син:
- Зигфрид фон Промниц-Дрена (1734 – 1760), граф на Промниц-Дрена, женен за графиня Вилхелмина фон Липе-Бистерфелд (1733 – 1766), дъщеря на граф Фридрих Карл Август фон Липе-Бистерфелд.